# اسون کراوس
اسون کراوس (انگلیسی: Sven Krauß؛ زادهٔ ۶ ژانویهٔ ۱۹۸۳) دوچرخه‌سوار اهل آلمان است.